# Марк-Іоанн
Марк-Іоанн названий в Діях Апостолів, як помічник, який супроводжував Павла та Варнаву у місіонерських подорожах. Традиційно вважається тотожним Марку-євангелісту, традиційному автору Євангелія від Марка.

## Біблійні згадки

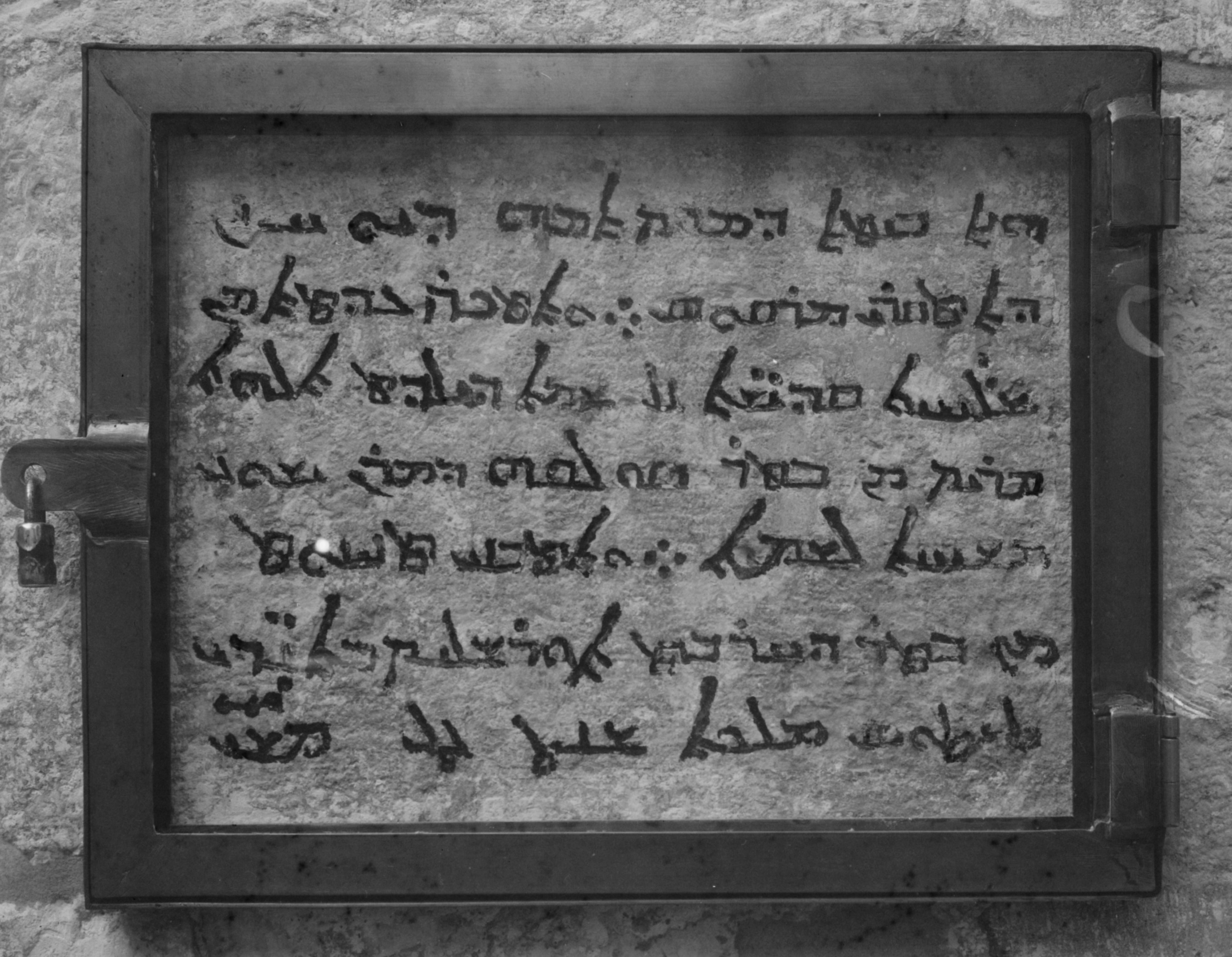
Сирійський напис VI століття в монастирі Святого Марка на Сіоні, що починається: «Це дім Марії, матері Марка-Іоанна».

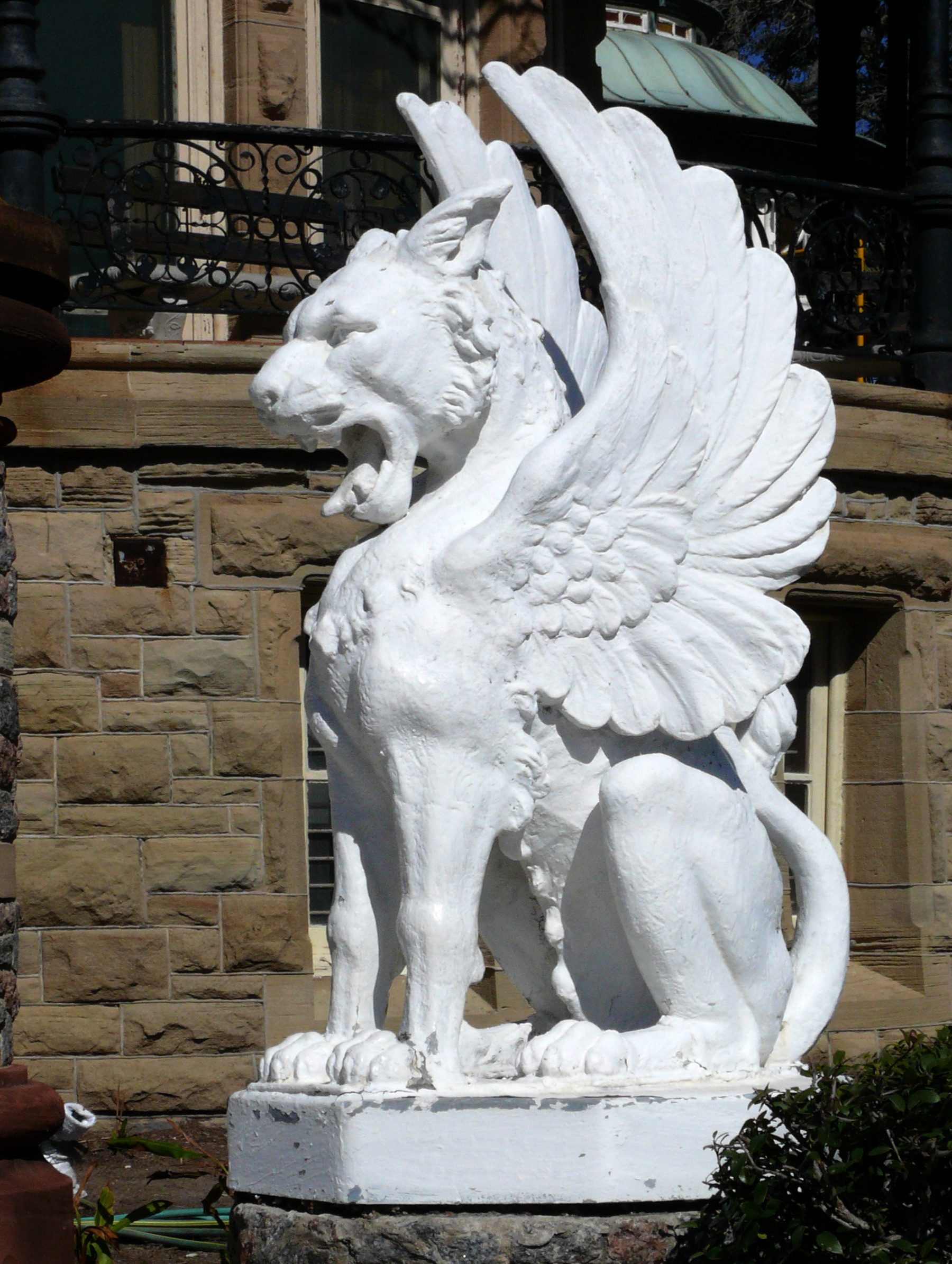
Лев Святого Марка біля єпископського палацу – Галвестон, штат Техас

Кілька разів у Діях апостолів згадується «Іоанн, якого також звали Марк» або просто «Іоанн»:
"І, роздивившись, прийшов до дому Марії, матері Іоанна, званого Марком, де багато людей зібралися і молилися." (Дії 12:12)
"А Варнава і Савл, виконавши доручення, повернулися з Єрусалиму до Антиохії; взявши з собою Іоанна, прозваного Марком." (Дії 12:25)
"І бувши в Саламіні, проповідували Слово Боже в юдейських синагогах, і вони мали Іоана за "свого" служителя." (Дії 13:5)
"Коли ж Павло та його товариство відпливли з Пафа, то прибули до Пергії в Памфілії; а Іван, покинувши їх, повернувся до Єрусалиму." (Дії 13:13)
"І вирішив Варнава взяти з собою Іоанна, на прізвище Марк.
"Але Павло вважав не добре брати з собою того, хто відступив від них у Памфілії, і не пішов із ними на діло.
І суперечка була настільки гострою між ними, що вони відійшли один від одного; і тому Варнава взяв Марка і відплив до Кипру;
І вибрав Павло Силу, і пішов, відданий братами Божій благодаті." (Дії 15:37–40)
З уривків можна зрозуміти, що мати Іоана Марія, мала великий будинок в Єрусалимі, де Петро сховався, коли втік з в'язниці, і що Іван допомагав Павлу та Варнаві під час їхньої першої місіонерської подорожі на Кипр і аж до Перге у Памфілії, але потім повернувся до Єрусалиму. Ця пізніша суперечка щодо повернення Марка-Іоанна, привела до того, що Павло і Варнава розлучилися, і Варнава повернув Марка на Кипр, а потім обидва зникли з розповіді Діянь. Причини від'їзду Марка-Іоанна до Єрусалиму та подальші розбіжності між Павлом і Варнавою були предметом багатьох спекуляцій. Метью Генрі, наприклад, припустив, що Марк-Іоанн пішов «без відома [Варнави та Павла] або без їхньої згоди». Однак даних занадто мало, щоб впевнено ставитися до будь-яких пояснень.
Деякі вчені стверджують, що негативне зображення Марка-Іоанна в Діях є полемікою проти імовірного автора Євангелія від Марка, першоджерела Луки для його власного Євангелія. Адела Коллінз припускає: «Оскільки автор Дій також написав Євангеліє від Луки, можливо, цей критичний портрет мав на меті підірвати авторитет другого Євангелія». Майкл Кок зазначає, що «Євангеліє від Марка трохи збентежило витончені літературні та богословські смаки такого освіченого християнина, як Лука».

## Ідентифікація
Тогочасні євреї зазвичай носили, як семітське ім'я, наприклад Іоанн, так і греко-римське ім'я, як Марк. Але оскільки Іоанн було одним із найпоширеніших імен серед палестинських євреїв, а Марк було найпоширенішим у римському світі, слід обережно ототожнювати Марка-Іоанна з будь-яким іншим Іоаном чи Марком.
Стародавні джерела фактично послідовно відрізняють Марка-Іоанна від інших "Марків" Нового Завіту і називають його єпископом Бібли. Марк-Іоанн не ототожнювався в давнину з будь-яким іншим Іоанном, за винятком рідкісних відвертих припущень.
Середньовічні джерела, з іншого боку, все частіше розглядали всі згадки Нового Завіту про Марка як Марка-євангеліста, і багато сучасних вчених погоджується зі спрощенням до одного Марка. Сам факт, що різні твори могли посилатися просто на Марка без додаткової уточнення, розглядається, як аргумент на користь теорії одного Марка.
По-перше, це Марк, двоюрідний брат Варнави, якого Павло згадує як «співробітника» в кінці трьох послань Павла. У давнину він вважався особливим Марком, єпископом Аполлонії. Якщо ж, з іншого боку, потрібно ототожнити цих двох Марків, то той факт, що ці послання були написані після відходу Марка-Іоанна з Варнавою в Діяннях, має припускати певне примирення пізніше. Але більшість вчених, відзначаючи тісний зв'язок Марка з Павлом і Варнавою, дійсно вважають їх однією і тією ж особою. Біблеїсти Семюел Роллес Драйвер і Чарльз Август Бріггс ототожнювали Марка, двоюрідного брата Варнави, з Марком-Іоанном, як і Джон Р. Донах'ю та Деніел Дж. Гаррінгтон.
Євангеліст Марк, однак, відомий лише з святоотцівської традиції, яка пов'язує його лише з Петром і не згадує Павла. Тільки Єронім припускає, що Марк, про якого говорить Павло, може бути євангелістом. Але сучасні вчені відзначають, що коли Петро втік до дому матері Марка-Іоанна, у двох чоловіків, ймовірно, були давні стосунки.
З іншого боку, меншість сучасних учених стверджують, що слід ототожнювати Іоана Євангеліста або Іоанна Старшого з Марком-Іоанном.

## Пізніші джерела
Серед них відомі.
«Діяння Варнави», очевидно, апокрифічний твір V століття, нібито написаний Марком-Іоанном, і деталізуючий місіонерську подорож і мученицьку смерть Варнави на Кипрі, таким чином продовжуючи те, де закінчується розповідь про Діяння.
Екоміум апостола Св. Варнави, написаний Александром Монахом у VI столітті, також дає розгорнуту інформацію про діяльність Варнави та Марка-Іоанна на Кипрі. Після смерті Варнави Марк-Іоанн від’їжджає до Ефесу, а потім розповідь продовжується, ототожнюючи його з Марком Євангелістом.